# Mexico First
Mexico First (también llamado MexicoFIRST) fue el principal auspiciante de certificaciones de TI en México. La misma fue una iniciativa respaldada por la Secretaría de Economía (México) y el Banco Mundial, cuyo objetivo principal fue la generación de capital humano con el fin de fortalecer la oferta laboral tanto en cantidad como en calidad, todo para facilitar el desarrollo y competitividad de las empresas mexicanas, así como la atracción de inversiones extranjeras que busquen en México un jugador de clase mundial.
La misma está dentro del Programa Prosoft 3.0, que busca a través de un plan a 10 años colocar a México como uno de los países más importantes en la exportación de tecnologías de la información.  Las certificaciones responden a la necesidad de los más de 100,000 graduados relacionados con este sector de las TI en México y que actualmente compite directamente contra la India y China por el liderazgo del mercado del capital humano vinculado a las TI, incluso por encima de Brasil y Estados Unidos. De acuerdo con la Cámara Nacional De La Industria Electrónica, De Telecomunicaciones Y Tecnologías De La Información de México, “Al cierre del 2002 México no figuraba en los primeros 20 países en cuanto a exportación de servicios de TICs, llegando a estar en el tercer lugar a nivel global con alrededor de 6,000 millones de dólares en proveduría al mundo”.
En 2014, Mexico First contó un presupuesto de 146.6 millones de Pesos mexicanos, de los cuales 100 millones provienen del Programa para el Desarrollo de la Industria del Software (Prosoft) y el resto del Banco Mundial, México First estimó cerrar el año con 40 mil certificaciones con lo cual llegaría a las 100 mil certificaciones acumuladas. Las certificaciones que otorga México First van desde áreas como la programación informática, multimedia, redes y sistemas operativos, que entre otras, suman alrededor de 340 disciplinas relacionadas con las TIC.

## Tecnologías y disciplinas
- Gestión de proyectos
- Programación
- Base de Datos
- Diseño Gráfico
- Six Sigma

## Instituciones Participantes
- Kirjner Business School A.C. (Kirjner Institute), institución de educación superior orientada a la consultoría.

## Enlaces
https://web.archive.org/web/20150128114212/http://www.mexico-first.org/